# El nombrar y la necesidad
El nombrar y la necesidad es un libro del filósofo Saul Kripke, publicado por primera vez en 1980, que es una transcripción de tres conferencias dadas por el autor en la Universidad de Princeton, en 1970. El libro se divide en tres partes, una por cada conferencia. En la primera el autor critica la teoría heredada acerca del funcionamiento de los nombres propios, conocida como la teoría descriptivista de los nombres, y en general asociada a Gottlob Frege y Bertrand Russell. En la segunda parte Kripke continúa con su crítica, y además introduce su propia teoría sobre el funcionamiento de los nombres propios, hoy conocida como la teoría causal de la referencia. En la tercera parte se discute las clases naturales, la relación entre conocimiento a priori y verdades necesarias, y el problema mente-cuerpo.
En la filosofía analítica, El nombrar y la necesidad se considera uno de los trabajos filosóficos más importantes del siglo XX.